# Sân bay Heligoland
Sân bay Heligoland (IATA: HGL, ICAO: EDXH) là một sân bay trên đảo Düne, Đức, đảo nhỏ hơn trong hai đảo của nhóm đảo Heligoland trong Biển Bắc.
Sân bay quân sự trên đảo Düne đã được xây từ thế chiến II.
Năm 1962, sân bay này được xây lại với kết cấu như hiện nay.
Từ năm 2005 đến 2006, đường băng chính (hướng 15/33) đã đươợ kéo dài từ 400 m lên 480 m để đảm bảo phù hợp với quy định của Liên minh châu Âu về giao thông hàng không thương mại.

## Các hãng hàng không và tuyến bay
| Hãng hàng không | Các điểm đến      |
| --------------- | ----------------- |
| Air Hamburg     | Hamburg, Uetersen |